# 文殊院 (松山市)
文殊院（もんじゅいん）は愛媛県松山市に所在する真言宗醍醐派の寺院。大法山（だいほうざん）、文殊院（もんじゅいん）、徳盛寺（とくじょうじ）と号す。本尊は地蔵菩薩、文殊菩薩。四国八十八箇所番外札所、四国別格二十霊場第九番札所、伊予巡錫二十一霊場第十五番札所、伊予七福神の毘沙門天。
- 本尊真言（地蔵菩薩）：おん かかかびさんまえい そわか
- 本尊真言（文殊菩薩）：おん あらはしゃのう
- 御詠歌：われ人を すくわんための 先だつに みちびきたまう 衛門三郎

## 概要

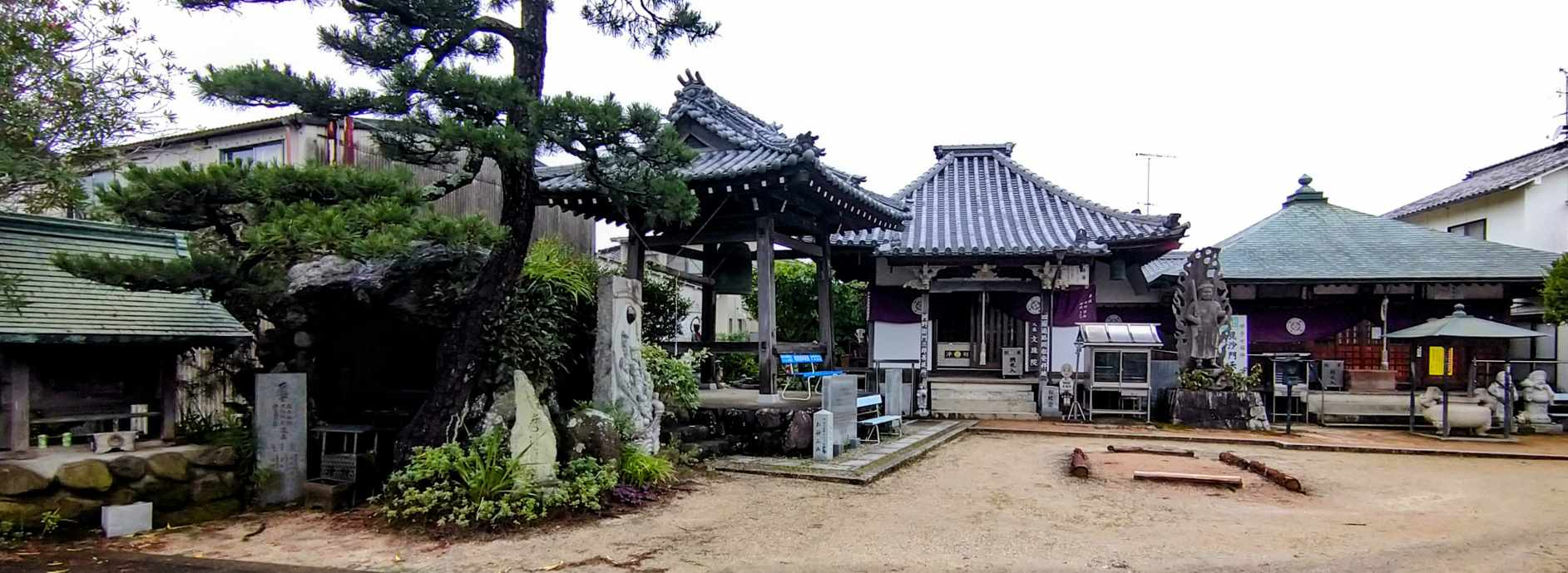
境内

伝承によれば、西山興隆寺を開創した空鉢上人が八窪のある山中に寺を発祥し、徳盛寺と呼ばれていたが、平安時代初期の天長元年（824年）に空海（弘法大師）が文殊菩薩に導かれてこの地に逗留し文殊院と改めたと言われている。
当地の豪農であった衛門三郎が巡錫中の僧空海に無礼をしたがため、八人の子供が次々と死んでしまったため改心し、空海に懺悔をし詫びるため八カ年・二十一回の四国巡拝をしてやっと出会い、空海に来世は善い行いをしたいと願い命絶え、空海により伊予の国司に生まれ変わったという逸話のある寺である。
当寺はその後、衛門三郎の屋敷跡である現在地に移転されたと言われている。なお、衛門三郎が空海の後を追って四国を巡った旅が四国遍路の始まりとされ「四国遍路開祖発祥地・河野衛門三郎菩提所」である。

## 境内

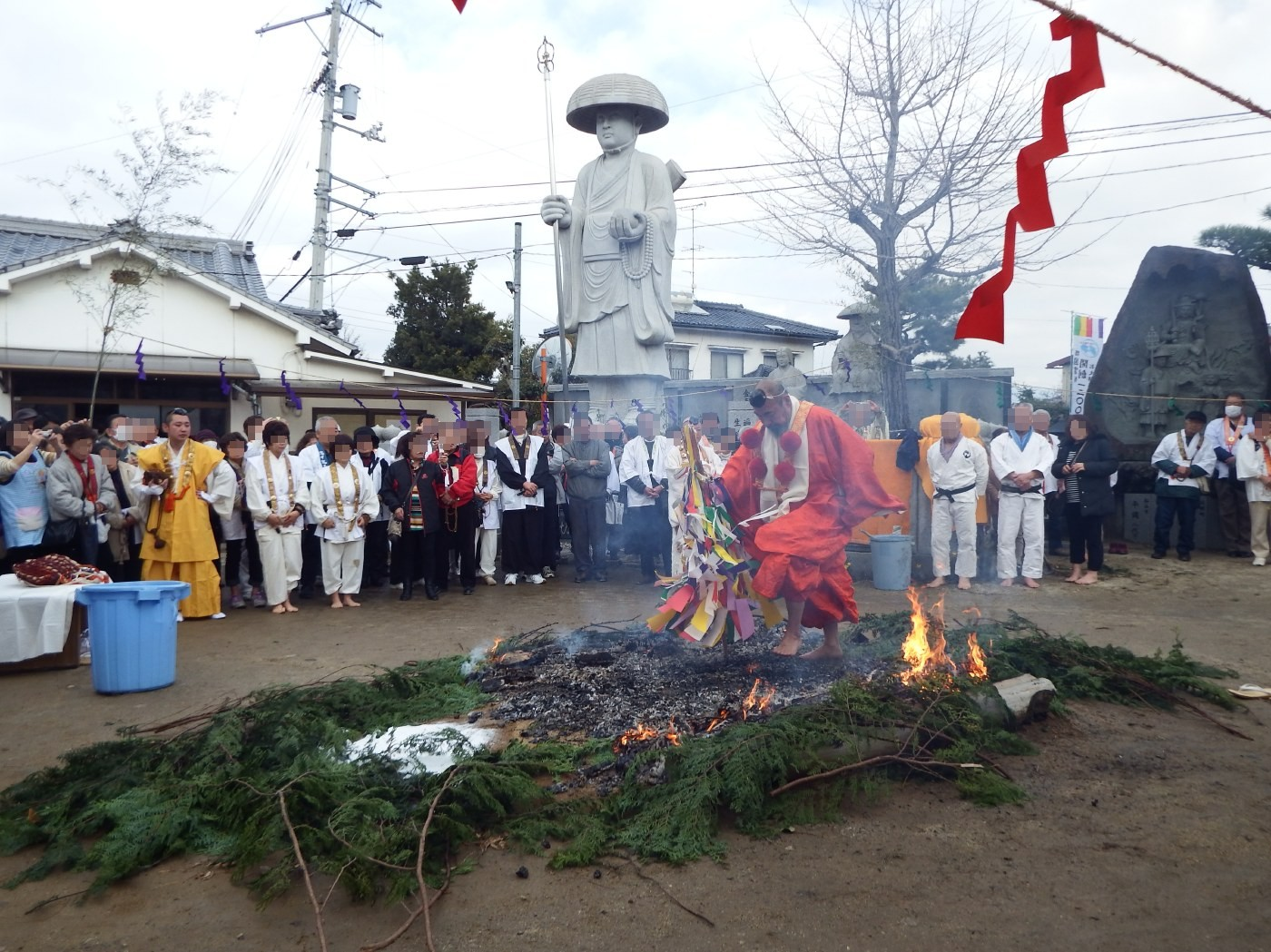
火渡り

- 本堂：中央に秘仏の文殊菩薩が、両脇仏として二体の地蔵菩薩坐像が祀られ、さらに両脇陣に仏像が祀られているがその仏名は不明である。
- 遍照殿（大師堂）：大師像は秘仏
- 毘沙門堂：本堂と遍照殿の間にあり、元旦に毘沙門天像の開帳がある。
- 本坊

## 境外
- 八ツ塚：当寺の背後の田園の中にあり。衛門三郎の8人の子供たちの墓であるとの伝説があり、それぞれの古墳上には小祠が置かれ石地蔵が祀られている[1]。
- 八窪：当寺から約1 km南西の山の中腹にありスレート小屋で覆われている。八つの窪みがあり、その一つから大師お加持水が湧いている。空海が持っていた鉄鉢が衛門三郎により叩き落され八つに割れて飛んで行った八つの窪みと当寺の伝承ではされている。（八窪）
- 役行者堂：役行者(神変大菩薩)が中央に祀られたお堂が、遙遠く石鎚山ロープウェイ山麓駅への参道にあって、元は石鎚山への登山道である黒川道にあり女人堂であり、お山開き期間(7月1日～10日)だけ開扉されていたが、その後、2024年に閉鎖され、青銅製では一番古いとされる役行者像などの宝物は当本堂に移され、その像は同様にお山開き期間にだけ開扉される。
  - 所在地：愛媛県西条市西之川甲 （役行者堂）

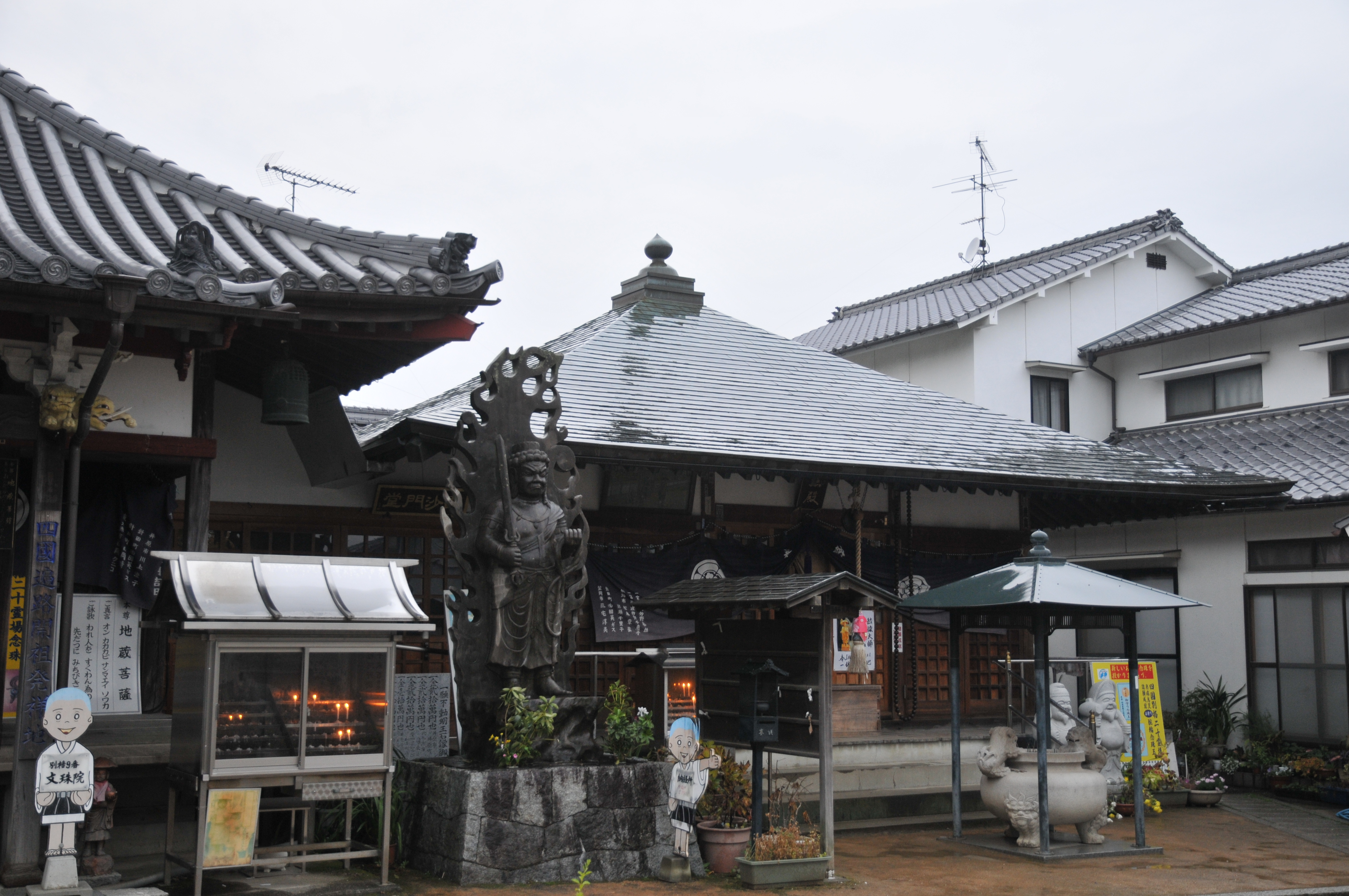
遍照殿
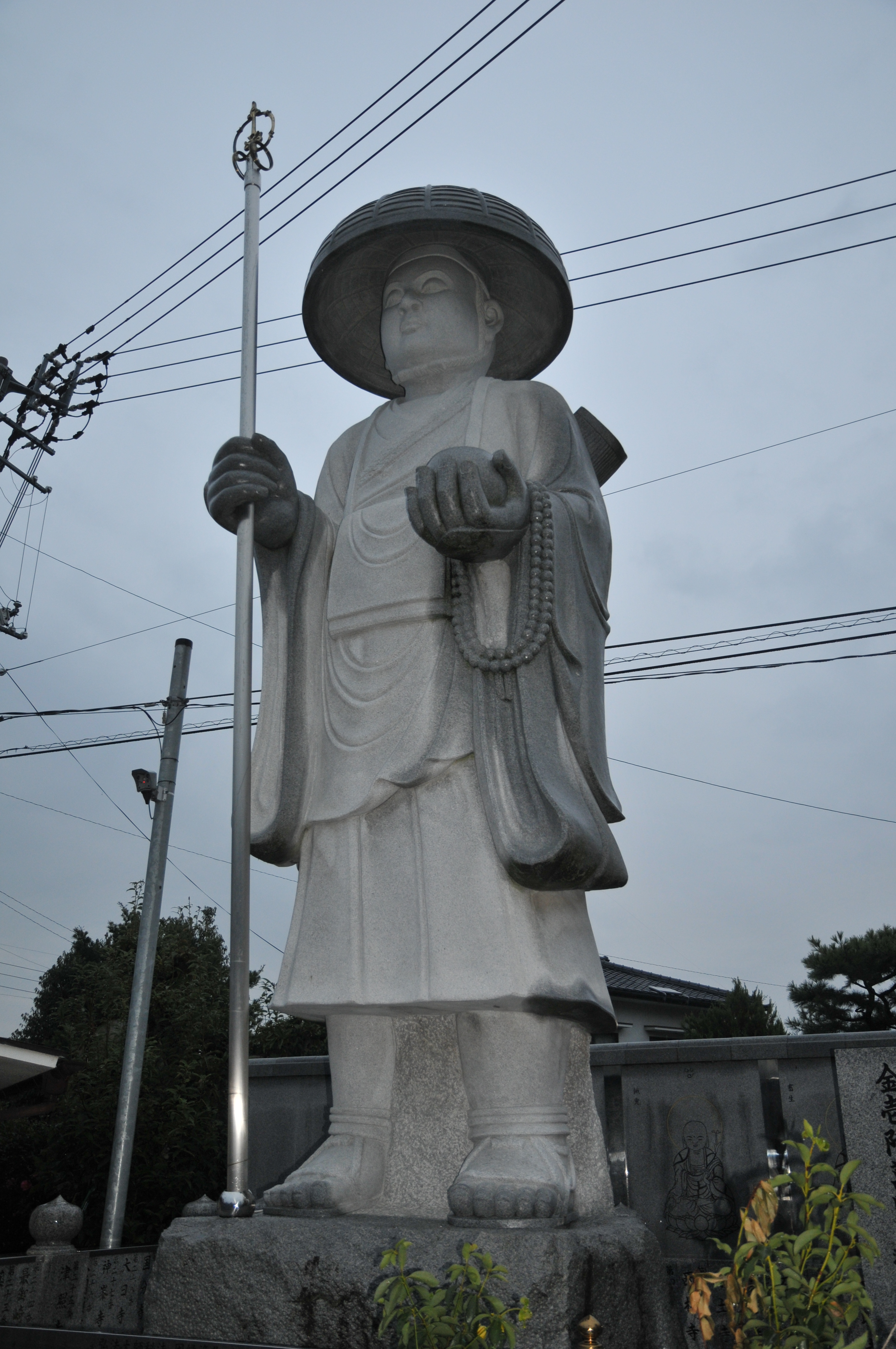
弘法大師像
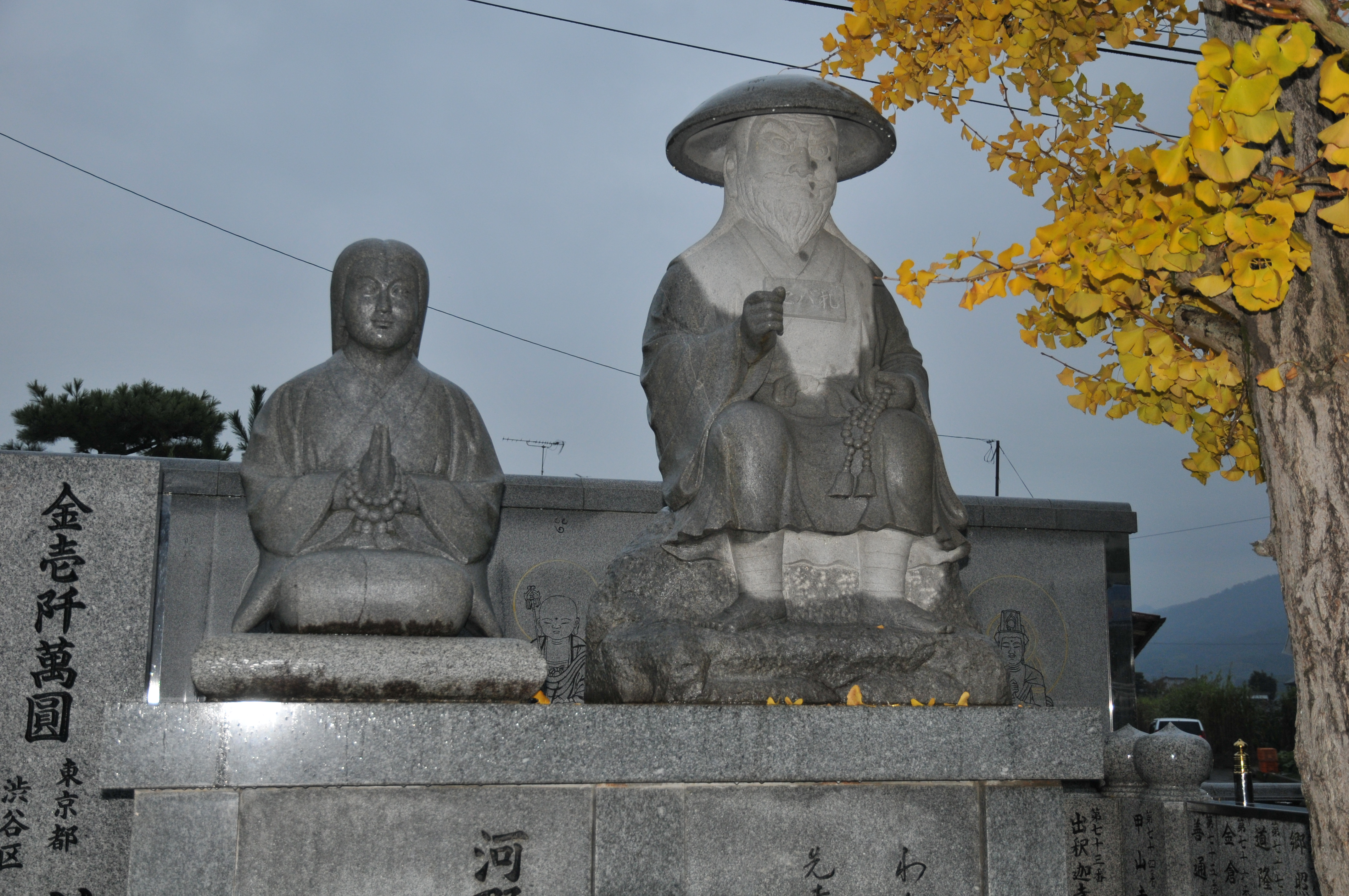
衛門三郎夫妻の像
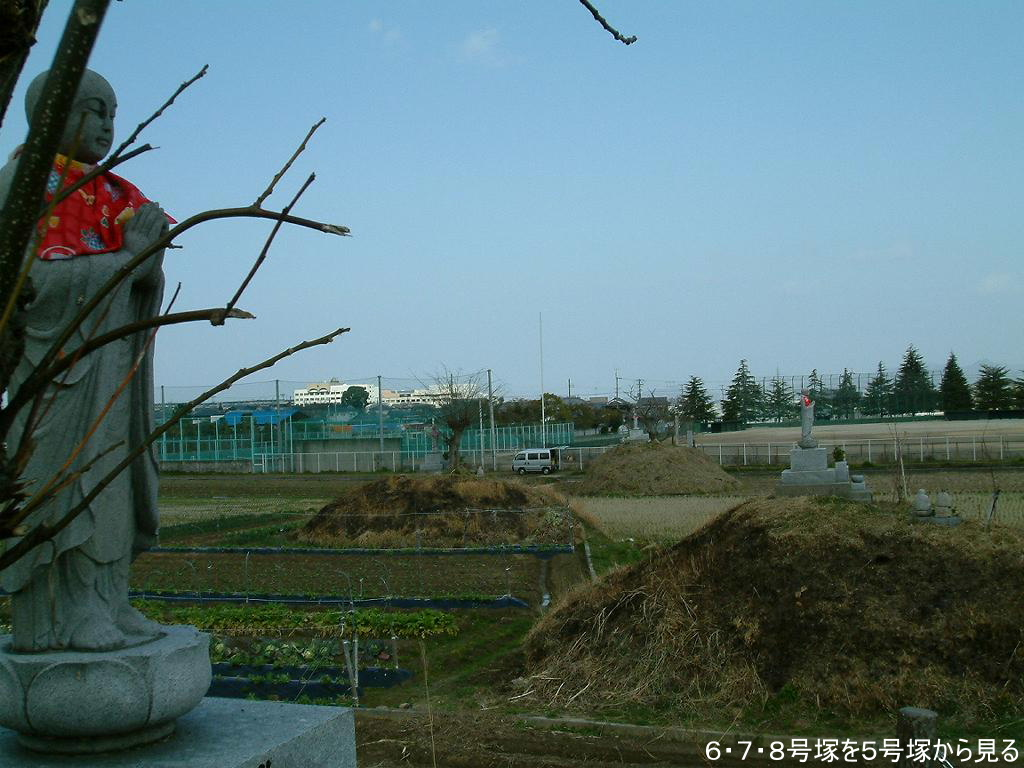
八ツ塚
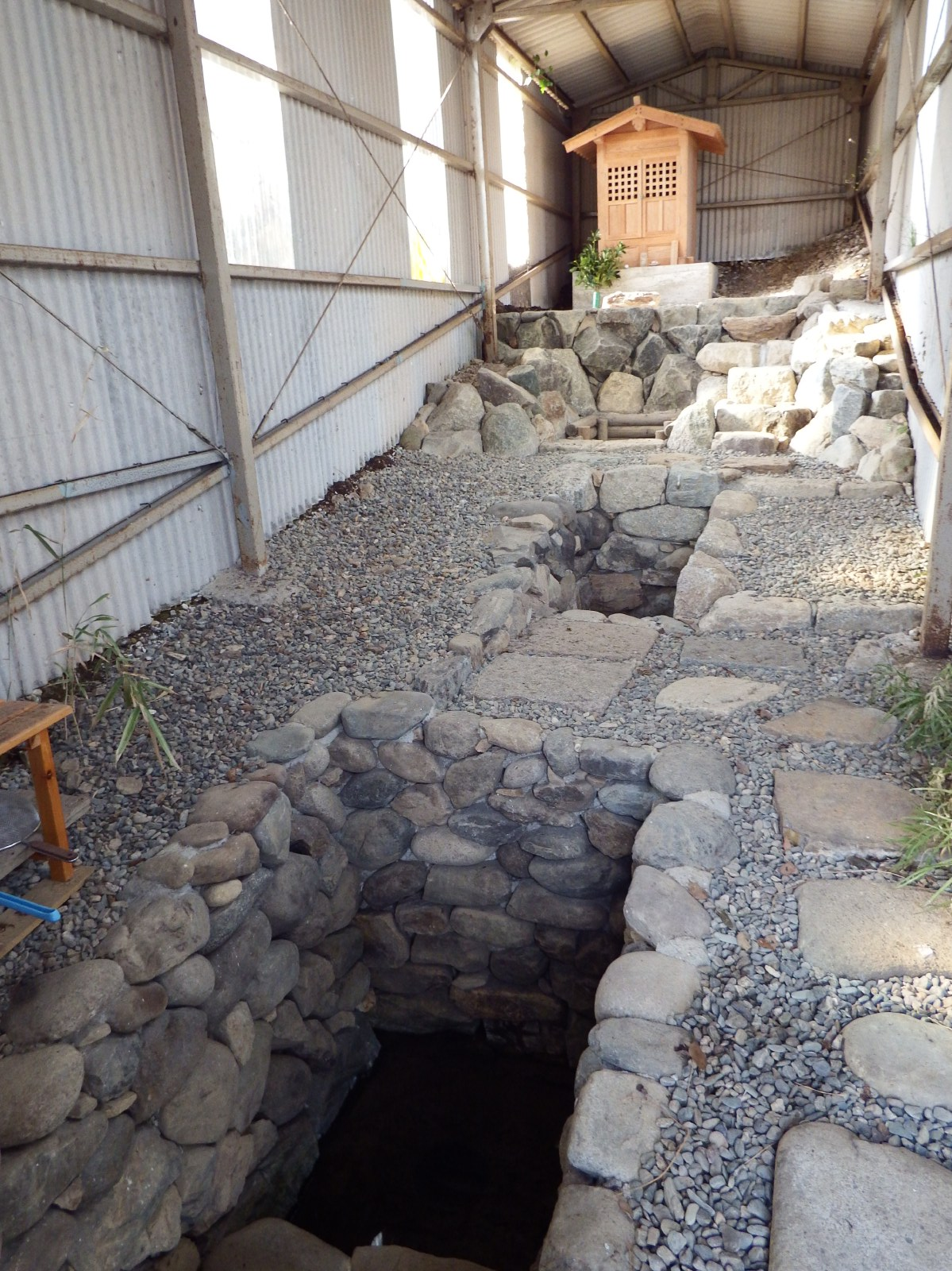
八窪
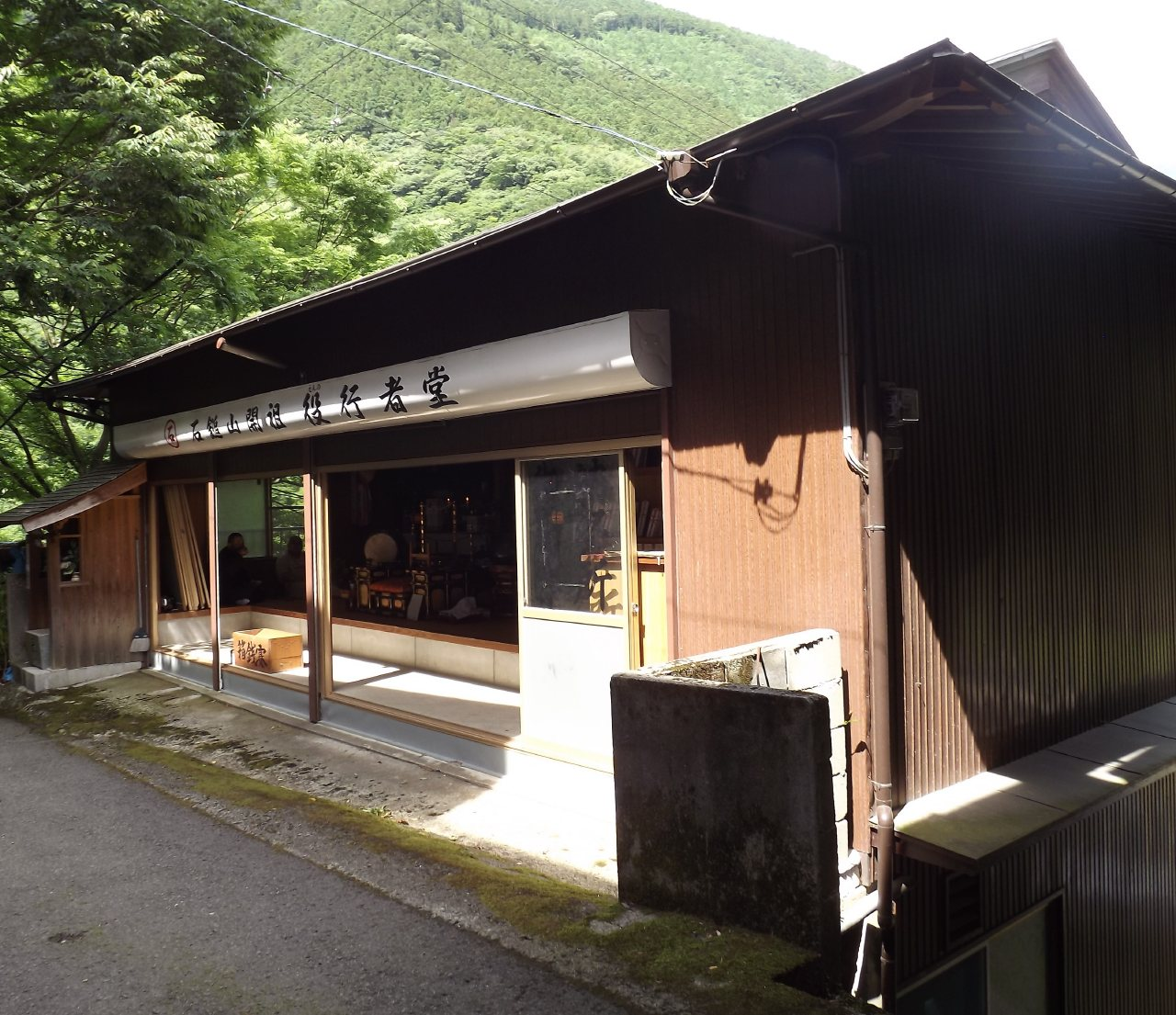
石鎚山役行者堂

## 文化財
松山市指定記念物（史跡）
- 八ツ塚群集古墳：昭和43年（1968年）10月25日指定[1]。

文殊院の北西、愛媛県生涯学習センター近郊にある8基の古墳群。古墳時代末期の円墳と方墳と推定されるが開発等により変形している。文殊院所有の境外地となっている。

## 前後の札所
四国別格二十霊場
8 十夜ヶ橋 --（国道56号経由 51.4 km）-- 9 文殊院 --（国道11号・県道48号経由 39.7 km）-- 10 西山興隆寺